# Baixa Grande
Baixa Grande es un municipio brasileño del estado de Bahía. Su población es estimada en 21.814 habitantes, según el último censo demográfico. Se localiza a 252 km de la capital baiana al pie de la Chapada Diamantina y tiene como principal acceso la BA-052. 